# Шульц, Дейв (хоккеист)
Дэйв Шульц (англ. Dave Schultz; род. 14 октября 1949, Уолдхейм) — бывший канадский хоккеист и тафгай, игравший на позиции левого нападающего. Двукратный обладатель Кубка Стэнли в составе «Филадельфия Флайерз» (1974, 1975). Рекордсмен по количеству штрафных минут за сезон (472 минуты в сезоне 1974/75).

## Карьера

### Игровая карьера
На драфте НХЛ 1969 года был выбран в 4-м раунде под общим 52-м номером клубом «Филадельфия Флайерз». Присоединившись к команде, он стал известен как силовой форвард, участвующий в драках, но при этом он регулярно забивал шайбы, способствуя успехам «Флайерз», с которым в 1974 и 1975 годах он выиграл два Кубка Стэнли подряд и дойдя в 1976 году до Финала, где «Филадельфия» уступила «Монреаль Канадиенс» в серии со счётом 0:4.
Покинув «Филадельфию Флайерз» играл в НХЛ за «Лос-Анджелес Кингс» (1976—1977), «Питтсбург Пингвинз» (1977—1979) и «Баффало Сейбрз» (1979—1980). По окончании сезона 1979/80 завершил карьеру хоккеиста.

### Тренерская карьера
В качестве тренера работал в низших североамериканских лигах, возглавляя различные команды. Автор книги «Молот» в соавторстве со Стэном Фишером.